# Exército Regular (Estados Unidos)
O Exército Regular dos Estados Unidos era e é o sucessor do Exército Continental como a instituição militar profissional permanente do país. Mesmo nos tempos modernos o núcleo profissional do Exército dos Estados Unidos continua a ser chamado de Exército Regular. Desde o tempo da Revolução Americana até depois da Guerra Hispano-Americana, o pequeno Exército Regular dos Estados Unidos foi apoiado pelas milícias dos estados e regimentos de voluntários organizados pelos estados, mas, posteriormente controlados por generais e autoridades federais em tempo de guerra. Estes regimentos de voluntários passaram a ser chamados de Voluntários dos Estados Unidos (United States Volunteers - USV) em contraste com o Exército Regular dos Estados Unidos (Regular United States Army - USA). Durante a Guerra de Secessão, cerca de 97 por cento do Exército da União era de Voluntários dos Estados Unidos. No uso contemporâneo, o termo Exército Regular refere-se ao componente ativo de tempo integral do Exército dos Estados Unidos, para distinguir do Exército de Reserva (United States Army Reserve - USAR) e do Exército da Guarda Nacional (Army National Guard).
O sistema militar americano que se desenvolveu a partir da combinação do profissional, Exército Continental nacional, das milícias dos estados e dos regimentos de voluntários da Guerra Revolucionária, e da similar organização militar pós-guerra revolucionária americana sob a Lei da Milícia de 1792, forneceu uma base para as organizações do Exército dos Estados Unidos, com apenas pequenas alterações, até a criação da Guarda Nacional moderna em 1903. A Lei da Milícia, regulamentada para a utilização de voluntários que poderiam ser usados em qualquer lugar em tempo de guerra, além das milícias estaduais que estavam restritas ao uso local dentro de seus estados por um curto período de tempo. Ainda hoje o profissional Exército dos Estados Unidos, que é aumentado pelo Exército de Reserva e pelo Exército da Guarda Nacional tem um sistema semelhante de organização com um permanente, núcleo profissional e unidades adicionais que podem ser convocadas em tempo de guerra ou de emergência.

## Exército Continental
O Exército dos Estados Unidos traça a sua origem à fundação do Exército Continental em 14 de junho de 1775, quando o Congresso Continental autorizou o alistamento de atiradores da Pensilvânia, Maryland e Virgínia se juntarem ao exército de milícia da Nova Inglaterra no cerco de Boston a fim de servirem às Colônias Unidas por um ano. No final de 1776, o Congresso convocou-os para servirem no Exército Continental enquanto durasse a guerra. O exército deveria ser composto de 88 batalhões criados e equipados pelos estados, com oficiais designados pelos estados. A nomeação de oficiais, na verdade, continuou a ser uma colaboração entre o Congresso, o comandante em chefe, George Washington, e os estados. O número de batalhões deveria ser distribuído entre os estados de acordo com sua população. Embora o número inicial de batalhões se aproximasse da força autorizada, a infantaria do Exército Continental estava reduzida a cinquenta batalhões em 1 de janeiro de 1781, devido à incapacidade de se manter um maior número de regimentos. Durante a Guerra Revolucionária, batalhões e regimentos eram essencialmente os mesmos. Em 19 de outubro de 1781, quando o exército britânico sob o comando do general Charles Cornwallis se rendeu aos americanos e aliados franceses em Yorktown, o Exército Continental tinha aumentado para sessenta batalhões.

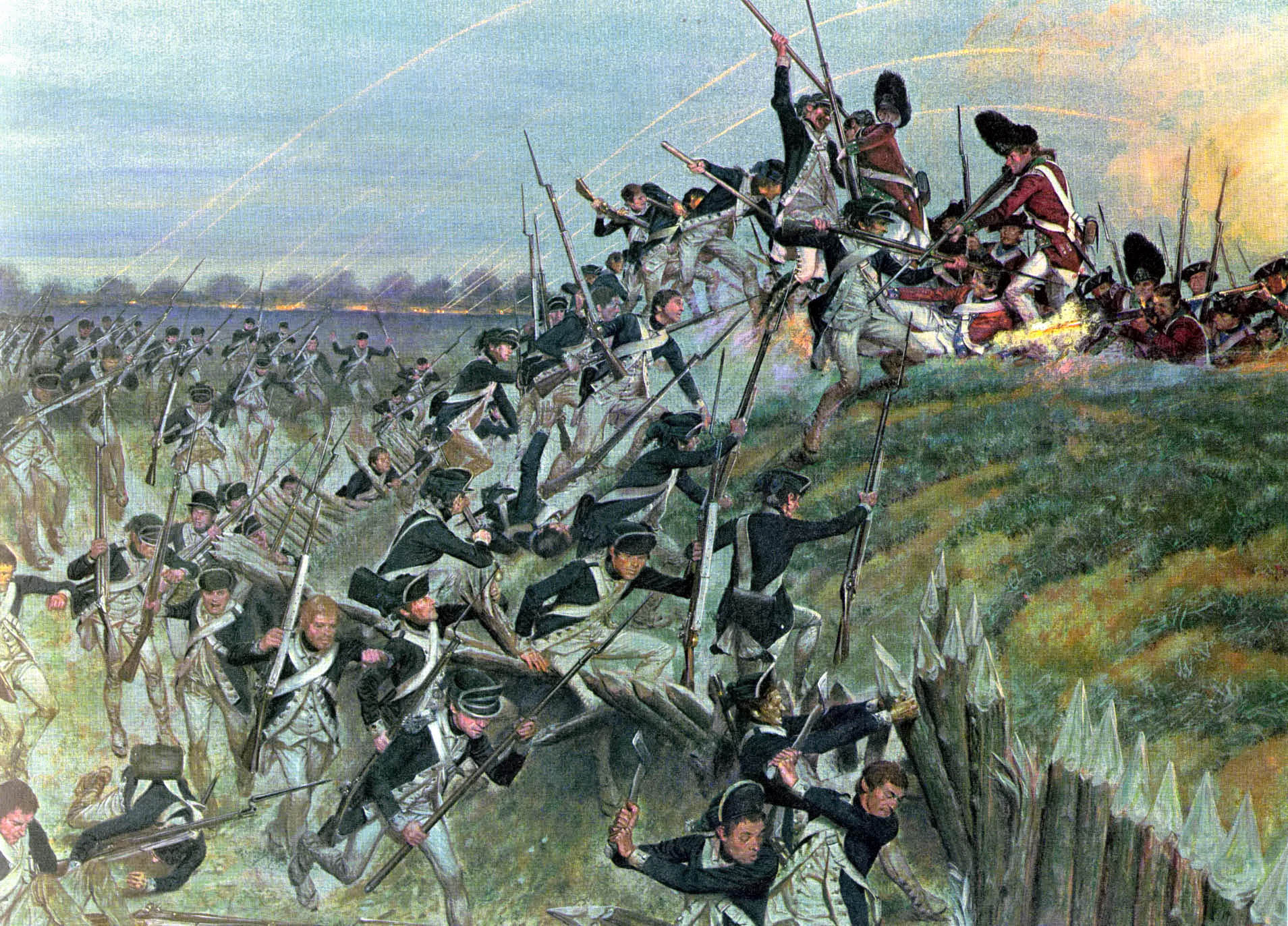
Tropas americanas durante a batalha de Yorktown.

O Exército Continental recebeu apoio durante a guerra de muitas unidades de milícias estaduais por curtos períodos variáveis de tempo e por alguns regimentos de voluntários independentes dos estados, geralmente organizados apenas para o serviço local. Apesar das dificuldades de treinamento e emprego de equipamentos para serem usados pelos soldados apenas por curto tempo e utilizá-los em combinação com soldados regulares profissionalmente treinados, os americanos conseguiram colocar em campo um exército grande o bastante para predominar sem que tivessem que manter um grande exército o tempo todo ou criar um grande exército permanente.
Devido à impossibilidade do Congresso em aumentar muito as receitas em decorrência dos Artigos da Confederação, a desconfiança americana em exércitos permanentes e a percepção de improváveis inimigos estrangeiros proporcionada pela presença de um vasto oceano efetivamente controlado pela então não ameaçadora marinha britânica, fez com que o Congresso dissolvesse o Exército Continental após o Tratado de Paris, o tratado de paz com a Grã-Bretanha, tornou-se efetivo. O Congresso manteve apenas 80 soldados interinos para proteger os armamentos e equipamentos em West Point e Fort Pitt e incentivou os estados a fornecerem 700 homens de suas milícias para um ano de serviço na fronteira. Os delegados para a Convenção Constitucional da Filadélfia em 1787 reconheceram a necessidade da criação de uma instituição militar permanente e provida por um exército e marinha nacionais regulares e uma milícia sob controle do Estado, sujeita ao controle civil através do controle do Congresso das dotações e liderança presidencial como comandante-em-chefe das forças regulares e da milícia, quando convocado para o serviço federal.

## Início do exército americano
Em 3 de junho de 1784, um dia após o Exército Continental ter sido reduzido a 80 homens, o Congresso criou um regimento que viria a ser formado e oficializado pela obtenção de voluntários da milícia de quatro dos estados. Esta unidade, o Primeiro Regimento Americano foi comandado até 1 de janeiro de 1792 por Josiah Harmar da Pensilvânia, aos poucos se transformou em um regimento regular conhecido como o 1º de Infantaria em 1791, e em 1815 foi redesignado como o 3º de Infantaria na reorganização do exército após a Guerra de 1812.
Os índios do antigo Território do Noroeste derrotaram uma força de soldados regulares e de milicianos liderados por Josiah Harmar em 1790 e uma segunda força que consistia da organização regular, agora com dois regimentos, além da milícia e "contribuições", liderado por Arthur St. Clair em 1791. Devido a essas derrotas, o Congresso aumentou gradualmente o efetivo da organização militar de 700 homens em 1784 para 5.104 em 1793. Depois de algumas alterações para mais e para menos, devido às ameaças percebidas por parte da França, em particular, e por breve experimentação com um combinado conceito de "legião" liderado pelo general Anthony Wayne, o Congresso acrescentou cinco regimentos de infantaria regular em 1808, do 3º ao 7º Regimento de Infantaria, e o Regimento de Fuzileiros devido às agressões britânicas em alto-mar.

## Guerra de 1812

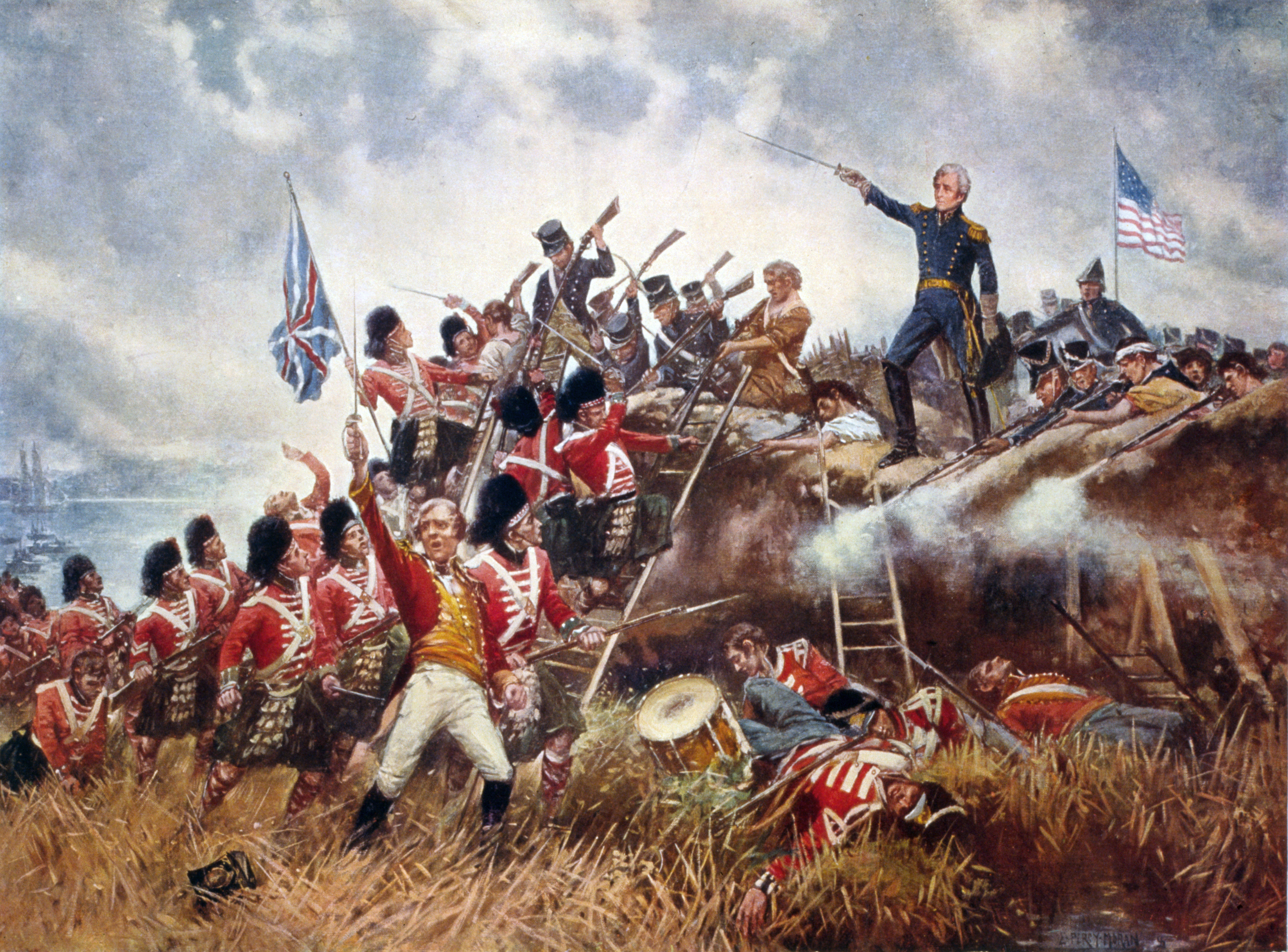
O general Andrew Jackson liderando suas tropas durante a guerra de 1812.

Em janeiro de 1812, com a ameaça de guerra com a Grã-Bretanha iminentemente maior, o Congresso autorizou o exército a adicionar mais dez regimentos de infantaria, que deveriam ser maiores do que os regimentos já existentes e autorizou o presidente a convocar 50 mil milicianos para o serviço, mas em junho de 1812, o Congresso autorizou um total de 25 regimentos de infantaria de igual força para o Exército Regular. Durante todo o tempo os estados competiram com o governo federal por soldados com períodos mais curtos de alistamento para os seus regimentos. O Congresso, então, determinou a criação, em janeiro de 1813, de vinte novos regimentos de infantaria com soldados alistados por apenas um ano. Dezenove deles foram formados. No início de 1814, mais quatro regimentos de infantaria e mais três regimentos de atiradores foram constituídos. Estes 48 regimentos de infantaria e quatro regimentos de atiradores foram o maior número de unidades de infantaria incluídos no Exército Regular até a Primeira Guerra Mundial. Apesar desse aumento de unidades do Exército Regular, nove em cada dez soldados de infantaria na Guerra de 1812 eram milicianos.
No final da guerra, por um ato de março de 1815, o Congresso definiu o efetivo de paz do Exército Regular em 10.000 homens, divididos entre oito regimentos de infantaria, um regimento de atiradores; e regimentos de artilharia, mas não de cavalaria. Na verdade, a maioria dos novos regimentos formados para a Guerra de 1812 era tratada como se fossem regimentos de voluntários formados enquanto durasse a guerra e para serem desfeitos após seu término.

## Guerras Seminoles
Em 1821 o Congresso se sentia seguro o suficiente para cortar despesas ao dissolver o Regimento de Atiradores e o 8º de Infantaria e reduzindo o tamanho das companhias para cinquenta e um praças, o menor efetivo desde então. Este arranjo durou quinze anos, quando os índios forçaram uma ampliação desse número. Uma força da milícia em sua maioria venceu a Guerra de Black Hawk de 1831-1832. Contudo, o Exército Regular precisava ser aumentada em 39 homens por companhia, mais um regimento de infantaria e voluntários e unidades de milícia tinham que ser utilizadas, pelo menos num primeiro momento, a fim de ganhar as Guerras Seminoles, na Flórida, que começou em dezembro de 1835 e durou até 1842. Após a guerra, as companhias foram reduzidas ao tamanho mínimo, mas o segundo regimento de dragões, que tinha sido adicionado ao exército foi transformado em um regimento de atiradores. Quando eles foram reconvertidos em dragões depois de um ano, o corpo de atiradores desapareceu.

## Guerra do México
No início da Guerra do México, o Congresso tentou progredir com apenas oito regimentos de infantaria no Exército Regular, mas delegou poder ao presidente para expandir suas companhias para cem homens alistados durante a guerra. Depois que as hostilidades começaram, o Congresso teve que adicionar nove novos regimentos com a mesma organização dos antigos à infantaria regular. A cavalaria do Exército Regular dos Estados Unidos consistia de dois regimentos ligeiros treinados para lutar montados ou desmontados e designados como dragões. Embora surgidos como regulares, os nove novos regimentos de infantaria criados durante a Guerra do México foram dissolvidos quando a guerra acabou. Em contraste com o exército que lutou na Guerra de 1812 constituído principalmente de milicianos, na Guerra do México, de cada dez soldados um era miliciano, outros três regulares e seis eram voluntários de guerra. Durante a Guerra do México, cerca de 73.260 voluntários se alistaram, embora menos de 30.000, na verdade serviu no México.

## Guerra de Secessão
Durante a Guerra de Secessão, o Exército da União consistia de um contingente muito pequeno do Exército dos Estados Unidos antes da guerra ou elementos do "Exército Regular" combinados com um grande número de soldados em regimentos de voluntários estaduais recrutados e equipados pelos estados antes de ser "federalizado" e liderado por oficiais-generais nomeados pelo presidente dos Estados Unidos e confirmados pelo Senado dos Estados Unidos. Em muitos aspectos, estes regimentos se assemelhavam e podem ser comparados aos da atual Guarda Nacional.

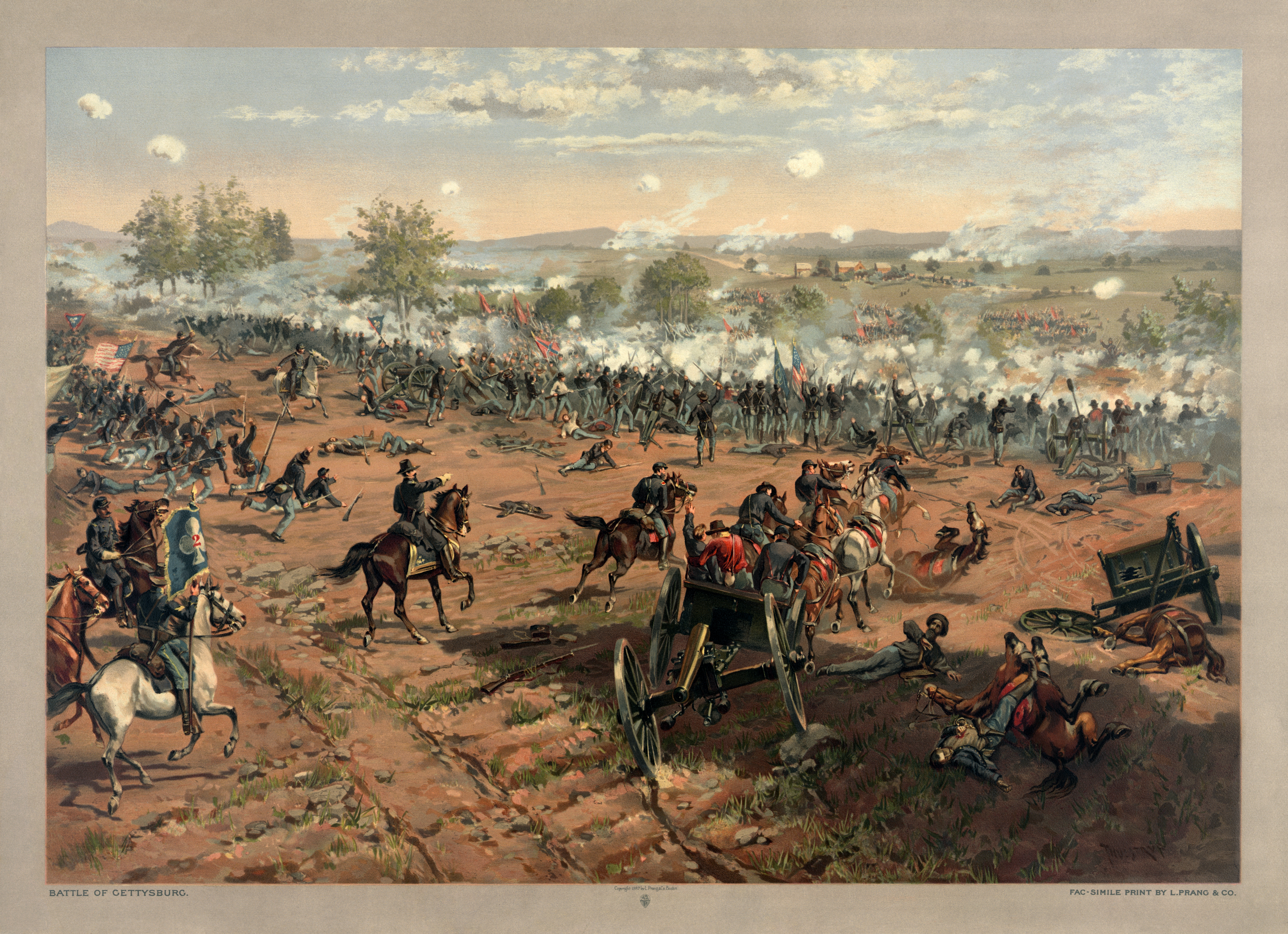
Forças americanas se combatendo na batalha de Gettysburg.

Os oficiais das forças estaduais, durante a Guerra de Secessão, eram conhecidos pelo sufixo na patente "de Voluntários"; se pertencentes ao Exército Regular, esses oficiais eram conhecidos pelo sufixo na patente de "EUA". Assim, um coronel regimento estadual seria conhecido como "Coronel de Voluntários", enquanto que um capitão do Exército Regular seria conhecido como "Capitão, EUA". Os oficiais do Exército Regular da Guerra de Secessão podiam aceitar comissões nas forças voluntárias e também podiam ser lhes concedido patentes temporárias (postos mais altos do que a comissão permanente). Em alguns casos, os oficiais possuíam até quatro patentes: uma permanente (chamada de "patente plena") no Exército Regular, uma patente plena nos voluntários, e patentes temporárias nos dois, como consequência de promoções recebidas no campo de batalha, serviços meritórios ou por iniciativa do Congresso. Os oficiais normalmente só se referiam a si próprios pela patente mais alta que ocupavam. Um exemplo é o oficial do Exército da União James Henry Carleton, que era capitão "pleno", major temporário do Exército Regular, coronel de voluntários, e brigadeiro-general temporário.
Depois que a Guerra de Secessão terminou, em 1865, o termo Exército Regular foi usado para denotar a patente permanente de um oficial apenas quando uma comissão temporária também havia sido recebida. Tal foi o caso de George Armstrong Custer, que era um major-general temporário de voluntários e um brigadeiro-general temporário do Exército Regular, mantendo a patente permanente de tenente-coronel no Exército Regular. Se nenhuma patente temporária fosse mantida, o oficial era simplesmente referido por sua patente permanente e o sufixo "EUA". As pessoas que se alistaram não conseguiram manter suas patentes temporárias e foram todas consideradas simplesmente como pessoas do Exército dos Estados Unidos.
O Exército Confederado tinha uma organização própria semelhante a do Exército Regular, esta conhecida como o "Exército dos Estados Confederados da América" ou o "ACSA" (Army of the Confederate States of America, em inglês). O ACSA era considerado o militar profissional, enquanto, assim como no Exército da União, a Confederação contava com um grande número de voluntários estaduais no "Exército Provisório dos Estados Confederados" ou o "PACS" (Provisional Army of the Confederate States, em inglês). Quase todo o pessoal alistado da Confederação eram PACS, enquanto a maioria dos oficiais superiores mantinham comissões duplas nas ACSA e PACS. Thomas "Stonewall" Jackson, por exemplo, foi um tenente-general no PACS, enquanto mantinha a patente permanente de major de artilharia no ACSA. O conceito ACSA também foi usado para garantir que nenhum dos oficiais superiores da Confederação pudesse ser superados hierarquicamente por oficiais de milícia, considerados subordinados ao PACS.

## Primeira Guerra Mundial

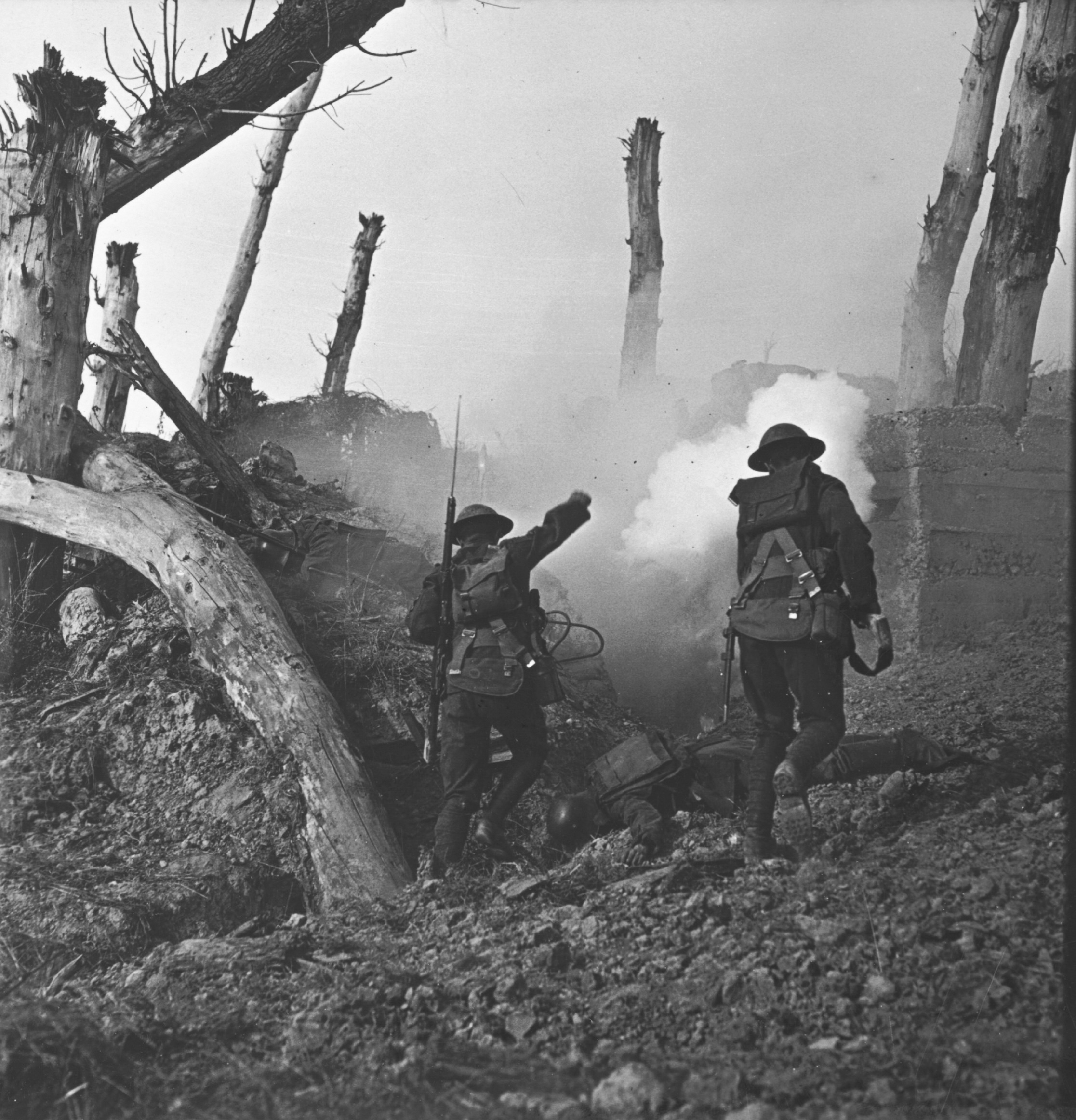
Homens da infantaria do exército dos Estados Unidos lutando no fronte ocidental, durante a primeira guerra mundial

Durante a Primeira Guerra Mundial, com a fundação do Exército Nacional, o termo Exército Regular foi usado para descrever a patente de uma pessoa em tempo de paz, em contraste com as comissões oferecidas para lutar na Primeira Guerra Mundial. O Exército Regular, como um componente atual do Exército dos Estados Unidos, foi fundado em 1920, quando a força de grande calado do Exército Nacional foi dissolvida e desmobilizada. A força que restou do Exército era formada em tempo de paz pelo Exército Regular e foi aumentada pelo Corpo de Oficiais da Reserva (ORC) e pelo Corpo de Alistados da Reserva (ERC), ambos antecessores do Exército de Reserva dos Estados Unidos.

## Entre guerras
Durante as décadas de 1920 e 1930, o Exército Regular foi fortemente sub-financiado e classificado no 16º lugar no mundo. As promoções dentro do Exército Regular também eram muito demoradas e não era incomum os oficiais passarem dez ou quinze anos nas graduações inferiores e o pessoal alistado nunca superar a patente de soldado raso. Dwight D. Eisenhower, por exemplo, passou 16 anos como major antes de ser promovido a tenente-coronel em 1936.

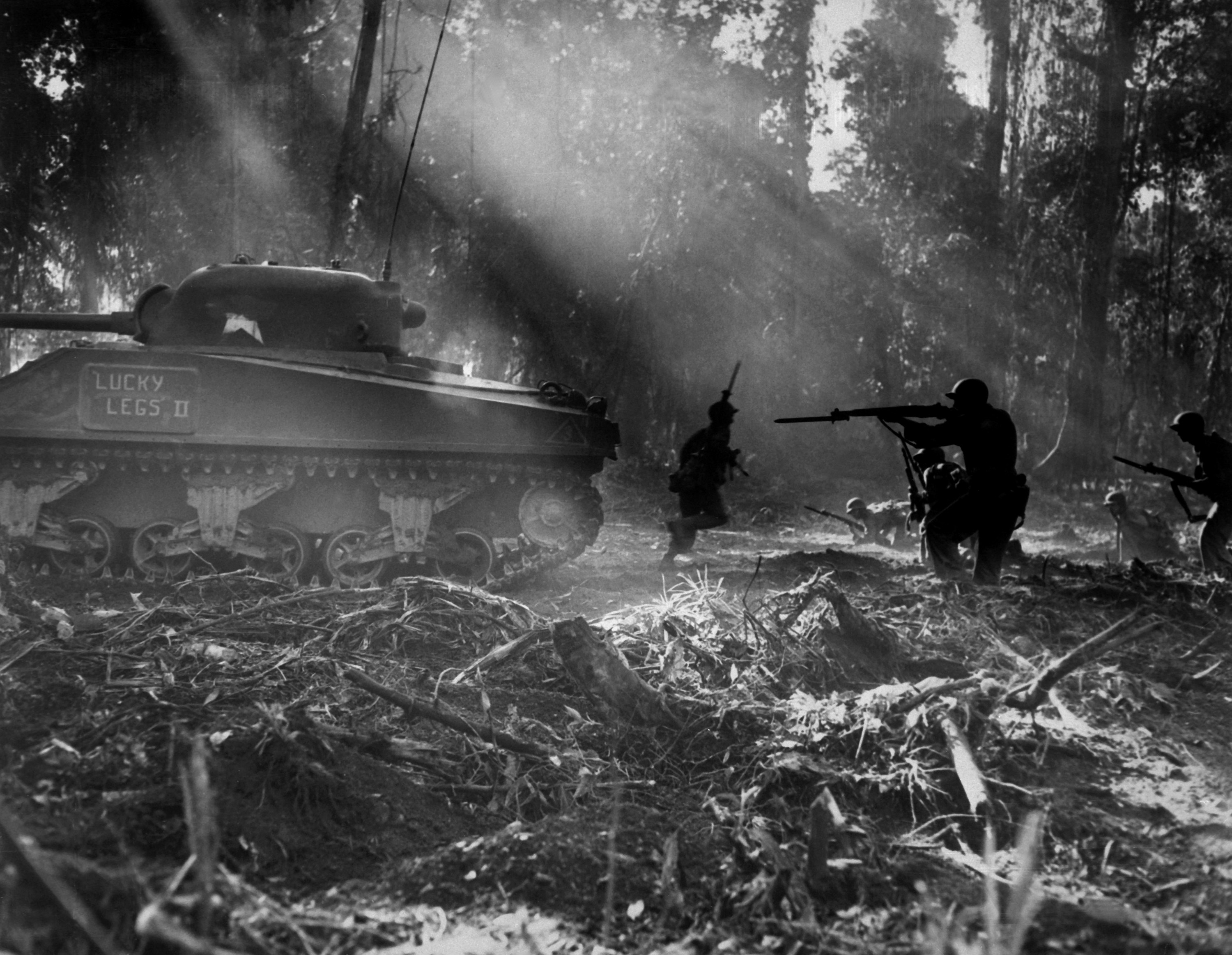
Soldados americanos lutando nas florestas de Bougainville, durante a segunda guerra mundial.

## Segunda Guerra Mundial
Durante a Segunda Guerra Mundial, o Exército Regular serviu como um corpo de profissionais que formavam a liderança do Exército dos Estados Unidos. Os oficiais do Exército Regular normalmente possuíam duas patentes: uma permanente no Exército Regular e uma patente temporária no Exército dos Estados Unidos. As promoções dentro do Exército dos Estados Unidos também eram muito rápidas e alguns oficiais eram conhecidos para manterem a patente permanente do Exército Regular de capitão, enquanto serviam como coronel no Exército dos Estados Unidos. A patente do Exército dos Estados Unidos poderia também ser revogada (às vezes conhecida como "perda de patente") significando que um oficial seria revertido para a patente do Exército Regular e, com efeito, ser rebaixado.
Os praças não possuíam patentes duplas; mas sim, eram soldados tanto no Exército Regular quanto no Exército dos Estados Unidos. Ser um soldado do Exército Regular era também visto como um ponto de honra porque tinham se alistado voluntariamente ao invés de serem convocados. As pessoas alistadas no Exército Regular eram conhecidas pela abreviatura "RA" antes de seus números de serviço em contraste com os "AUS" do Exército dos Estados Unidos.

## Anos pós-guerra

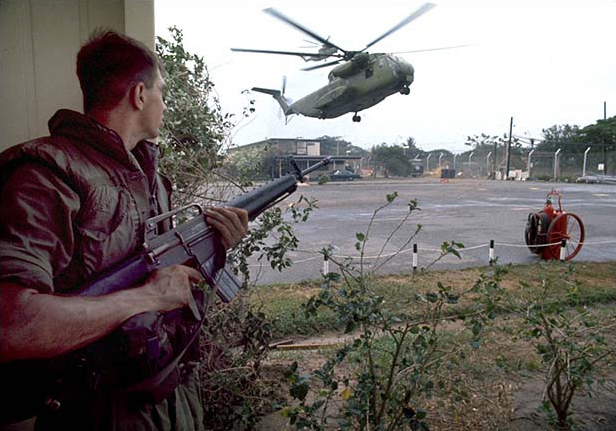
Um militar americano durante a Guerra do Vietnã.

Após a desmobilização do Exército dos Estados Unidos em 1946, o Exército dos Estados Unidos foi dividido em Exército Regular (RA) e Exército de Reserva (USAR). Durante a Guerra da Coreia, o Exército dos Estados Unidos foi restabelecido, mas só tinha alistados conscritos. Os oficiais a partir deste ponto detinham apenas a patente do Exército Regular, mas poderiam adicionar uma patente "temporária", além de sua patente permanente. As patentes do Exército Regular Temporário não eram tão facilmente revogadas como eram as patentes dos antigo AUS.
Desde a Guerra do Vietnã, as patentes permanentes dos oficiais é sua patente RA. Os oficiais da ativa podem manter uma comissão RA e patente e podem também manter uma patente mais elevada, com uma comissão USAR. Os oficiais da reserva possuem apenas uma comissão USAR, mas podem servir ou no componente da reserva ou na ativa. Ou seja, todas as patentes não permanentes (incluindo patentes do teatro de operações, temporárias, promoções no campo de batalha, etc.) são tratadas através de comissões USAR. Aqueles oficiais, sem comissões RA não têm uma patente permanente. As patentes dos praças, são todas patentes permanentes RA.
Depois do Vietnã, a maioria dos graduados no Corpo de Formação de Oficiais da Reserva (ROTC) e na Escola Preparatória de Oficiais (OCS), e aqueles recebendo comissões diretas foram comissionados como RA, no Exército de Reserva dos Estados Unidos (USAR), ou no Exército da Guarda Nacional (ARNG) de um estado específico. Os oficiais USAR puderam ser avaliados para o componente USAR básico; ou seja, os oficiais que serviram um fim de semana durante um mês e duas semanas em um ano em treinamento, ou como oficial em Other Than Regular Army (OTRA). Os oficiais RA e OTRA foram aqueles que vieram da ativa e era esperado para servirem o seu tempo de serviço ou sua comissão completa ou até a sua aposentadoria. Na promoção a major, os oficiais OTRA tinham a opção de solicitar a integração ao RA ou permanecer no OTRA. Caso não fossem selecionados para a promoção a tenente-coronel, os majores OTRA eram obrigados a requerer a aposentar aos vinte anos de serviço, a menos que o Secretário do Exército autorizasse a permanecer mais tempo no serviço como parte do programa Voluntariado Indeterminado (VOLINDEF). No final da década de 1990, como parte de uma série de mudanças oficiais de gestão regulatória, mediante promoção a major todos os oficiais OTRA eram obrigados a integrar-se no RA ou deixar o serviço dentro de noventa dias. Recentemente, o OTRA é raramente usado com praticamente todos os novos oficiais sendo comissionados no RA, USAR, ou na Guarda Nacional, conforme apropriado.

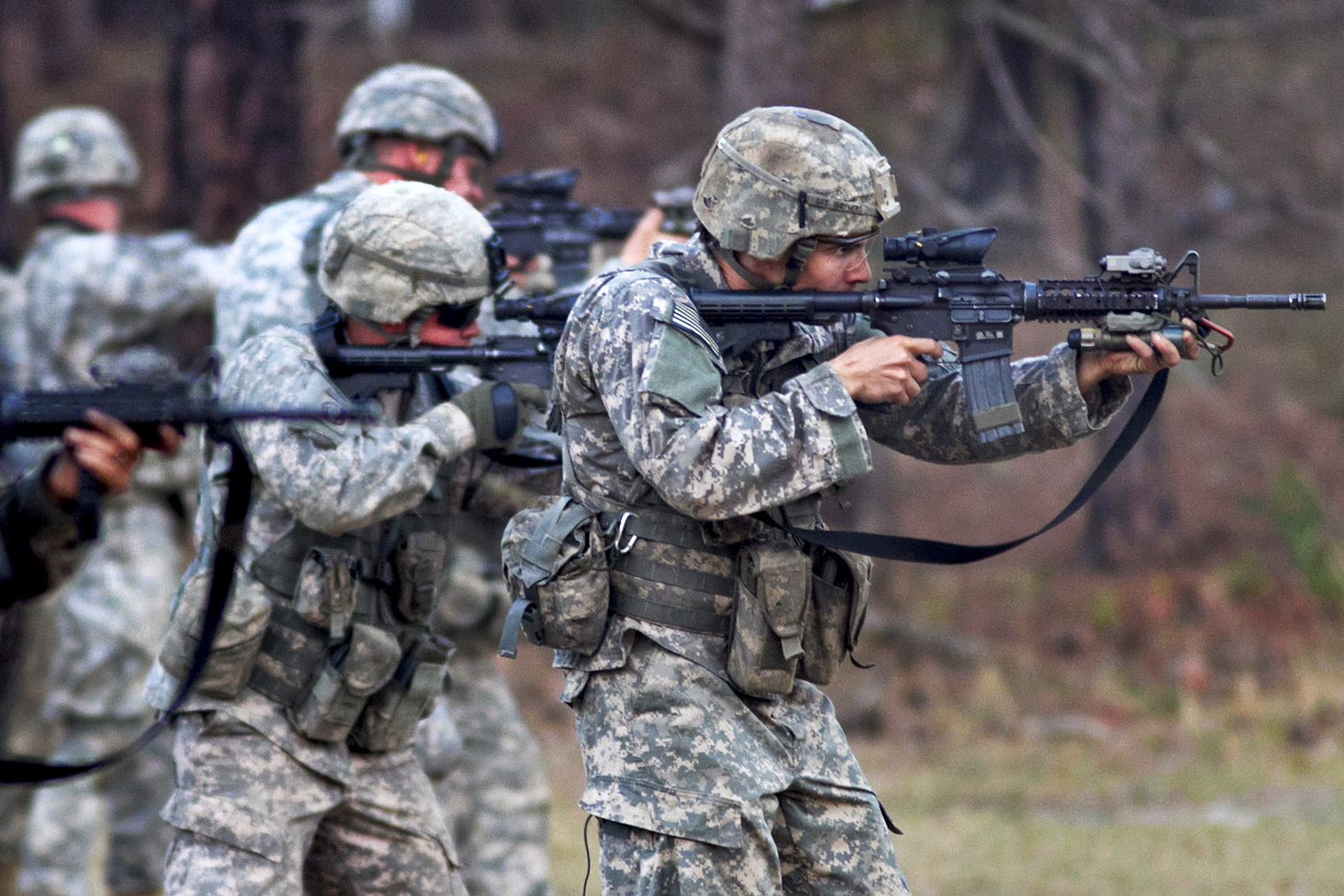
Soldados americanos do exéricito moderno em treinamento.

Após a abolição do serviço militar obrigatório, o Exército Regular se tornou o principal componente do Exército dos Estados Unidos, aumentado pela Exército de Reserva e pela Exército da Guarda Nacional dos Estados Unidos. No início da década de 1980, o uso de patentes temporários do Exército Regular foi suspenso.
Desde a aprovação do National Defense Authorization Act (DDAA) de 2005, todos os oficiais da ativa são comissionados no exército regular. Os oficiais comissionados elegíveis que servem na ativa foram automaticamente convertidos ao RA em/ou após o Dia dos Veteranos de 11 de novembro de 2005.